# Мокошь
Мо́кошь (церк.-слав. Мокошь, Мокъшь) — восточнославянская богиня, связанная с влагой. Согласно этимологической реконструкции, Мокошь была богиней земли, вод и плодородия и позже, по мнению большинства исследователей, получила отражение в былинах и заговорах как Мать — сыра земля. После христианизации имя Мокоши стало обозначать колдунью и нечистую силу, в частности, кикимору. На основе сближения между ними была произведена иная реконструкция Мокоши как богини женского хозяйства. Прядение являлось занятием различных европейских богинь судьбы, из-за чего Мокоши была приписана характеристика божества, контролирующего судьбу. Такая реконструкция не согласуется с данными о её этимологии, из чего делается вывод, что функция прядения не могла быть основной. В альтернативной интерпретации Мокошь была не богиней земли, а богиней дождей, судьбы и женщин. Схожая богиня, за исключением связи с плодородием, присутствует в балтской мифологии — Лайма.
Деревянный идол Мокоши вместе с другими божествами был установлен князем Владимиром Святославичем в 980 году на одном из холмов Киева. Данное событие было определено частью историков как проявление языческой реформы Владимира, но другие исследователи отрицают, что такая реформа проводилась, и в целом вопрос её существования является в современной науке дискуссионным. После начала крещения Руси в 988 году идолы божеств были уничтожены. Мокошь упоминается в различных «Словах» и «Поучениях» против язычества вместе с вилами, но никак в них не описывается.
В науке получило широкое распространение мнение, что культ Мокоши перешёл на народно-христианскую Параскеву Пятницу, связанную с водой и прядением. В силу такого отождествления пятница стала рассматриваться как день, посвящённый богине, и делался вывод о популярности Мокоши среди женщин в христианскую эпоху. В более поздних исследованиях идея о сближении с Параскевой подвергается критике, поскольку связь Параскевы с прядением, водой и пятницей имеет христианские, а не языческие корни.
Славянская версия теории основного мифа, основанная на различных этнографических и лингвистических данных, представляет Мокошь как жену Перуна. Она изменяет ему с Велесом, из-за чего Перун убивает детей Мокоши. Сама теория не получила полного признания в науке. Были также отвергнуты предположения, что Мокошь изображена на Збручском идоле и на северорусских вышивках XIX века. Не получила поддержки со стороны прочих исследователей теория археолога Б. А. Рыбакова о том, что изначально имя богини звучало как «Макошь».

## Имя
В летописях теоним встречается как церк.-слав. Мокошь, Мокъшь или др.-рус. Мокошь, Мокъшь. По мнению лингвиста О. Н. Трубачёва, «Мокъшь» является лишь огласовкой через вторичную адидеацию *mokošь и *kъšь «жребий, судьба». В праслав. *mokošь «богиня влаги». Грамматически теоним Мокошь относится к женскому роду, из чего делается вывод, что божество было именно богиней. В старых исследованиях и в поздних летописях может фигурировать как божество в мужском роде, но такой вариант является вторичным относительно изначального. По наиболее обоснованной и доминирующей этимологии, теоним сложился суффиксальным способом от праславянского корня *mok- в значении «мокнуть» с суффиксом -ošь, как в словах рус. пустошь, ветошь. Лингвисты В. Н. Топоров и Вяч. Вс. Иванов комментируют, что эта этимология «бесспорна», понимая имя Мокошь как «мокрая». Первым такую этимологию выдвинул славист И. В. Ягич, при этом считая, что теоним являлся переводом либо также амплификацией греческого слова «малакия» и, следовательно, Мокошь была литературной выдумкой. Лингвисты Топоров, Иванов и М. Фасмер считают позицию Ягича ложной.
По словам лингвиста М. Лучиньски, теоним мог появиться только после III века н. э. из-за присутствующего в нём звука [š], возникшего в славянских языках при первой палатализации. Суффикс *-ošь присоединяется к праславянским словам с основой на [ū], поэтому первый сегмент теонима должен происходить от существительного *moky «влажное место, грязь», дав слово, ставшее именем божества *mokošь «что-то мокрое» или «та, кто мокрая». Лучиньски сопоставляет имя Мокоши с аналогичными по словообразованию именами: ст.-пол. Bagosz ← *bagy, Narosz ← *nary. Аналогично лингвист В. М. Мокиенко понимает теоним как происходящий от слова, обозначавшего «сырое, болотистое место». Лучиньски, Топоров и Иванов считают теоним Мокошь лишь последующим эпитетом, заменившим первичное неизвестное имя божества. Этимология сопоставляется Ивановым и Топоровым с лит. makusyti «слякотить, ходить по грязи, по-мокрому»; makasyne «слякоть, грязь, мешанина, неразбериха».
Фасмер, а также ряд современных исследователей рассматривают Мокошь как богиню плодородия, вод и земли, сближая её с более поздней, часто упоминающийся в былинах и заговорах Матерью — сырой землёй. Историк А. Гейштор комментирует, что мнение о связи с Матерью — сырой землёй разделяют большинство исследователей. Такая интерпретация не бесспорна. Древнерусские тексты и этнографические данные не дают весомых аргументов для отождествления Мокоши с Матерью-землей. Лучиньски и религиовед О. В. Кутарев отвергают соотношение Мокоши как Матери-Земли. По предложению Лучиньски, Мокошь была уранической богиней дождей. Мокиенко и Ловмянский также предполагают связь с дождём, что может говорить о взаимоотношениях Мокоши и Перуна.
Лингвист А. А. Зализняк соотносил Мокошь с иранской Анахитой, поскольку та тоже именуется «мокрой». Схожим образом филолог Н. И. Зубов связывает её со скифской богиней земли и воды Апи. На основе сближения с Анахитой Топоров и Иванов приписывают Мокоши функцию деторождения и считают богиню Живу её «верхней ипостасью», противоположной «нижней ипостаси», то есть непосредственно Мокоши.
Кельтолог В. П. Калыгин сближал Мокошь с ирландской богиней Махой, по его мнению, изначально бывшей богиней плодородия. Он возводил теоним Маха к *mokosiā, что «в точности соответствует имени славянской богини Мокоши». Это этимологическое сближение поддержано лингвистом В. Блажеком. Религиовед П. Лажуа обращает внимание, что Мокошь и Маха имеют ряд общих черт. Теоним Маха родственен следующим апеллятивам: ст.-ирл. macha «загон для доения коров, доильный двор или поле», machaire «большое поле или равнина», что сложились после спирантизации [*k] трёх возможных пракельтских форм со значением «равнина, великая»: *MakViā, *MakVviā, *MakVsiā, где «V» кельтский [*a] или [*o]. Кельтолог Г. С. Олмстед выводит теоним Махи из иной формы пракельт. *magos «равнина, поле». Общим семантическим значением для Махи и Мокоши может быть «влажная почва», что приводит к значениям «поле, луг», с одной стороны, и «водная нимфа», «фея» или «богиня плодородия» с другой. Маха понималась ирландцами как трёхфункциональная богиня: как провидица, воительница и гарант процветания. Мокошь в отличие от Махи не была воительницей, но с XVI века её имя использовалось в качестве обозначения ведьм и целителей, что указывает на возможную функцию пророчицы. В ирландской мифологии рассказывается об овдовевшем крестьянине Круиннюке, к которому однажды пришла Маха в виде прекрасной девушки, и не говоря ни слова, начала заботиться о его домашнем хозяйстве. Она забеременела от Круиннюка и с тех пор в их доме было процветание. Позже в результате нарушения запрета Маха рассказывает Круиннюку, что тот нарушил уговор, и поэтому она уходит от него и проклинает местных мужчин испытывать родовые муки в течение пяти дней и четырёх ночей на протяжении девяти поколений. Такое представление о Махе как о домашней фее коррелирует с этнографическими данными о Мокоши как о домашнем духе.

### Устаревшие и сомнительные этимологии
Славист Г. А. Ильинский выдвинул гипотезу происхождения теонима на основе параллели с балтскими языками. По его мнению, теоним Мокошь имеет когнат в литовских словах makstyti «плести»; meksti «вязать»; makas «кошелёк», связанных с русским «мошна», и, таким образом, в праславянском происходил от *mokos- «прядение», «плетение». Топоров и Иванов, будучи сторонниками этимологии влаги, «реабилитируют» этимологию Ильинского, усматривая связь в литовских корнях, содержащихся словах mazgas «узел»; megzti «вязать», «завязывать» с mazgoti «мыть». «Этимологический словарь славянских языков» (ЭССЯ) и лингвист М. Пуканек называют этимологию Ильинского гипотетической.
Археолог Б. А. Рыбаков считал «Макошь» более правильной огласовкой имени богини, разделяя теоним на две части: «ма-» и «-кошь», где «ма-» было сокращением от «мать», сближая с некой крито-микенской богиней по имени Ма у очень далёкого от славян народа. Вторую часть «-кошь» он понимал как древнерусское слово, обозначающее «жребий», «корзина». В итоге Рыбаков переводит теоним как «Мать счастливого жребия», идентифицируя её как богиню судьбы, а также одновременно и как «мать хорошего урожая», из-за того, что в корзину могли складывать плоды, добавляя, что Мокошь ещё и богиня плодородия, и «мать счастья», поскольку, по его мнению, урожай — это счастье. Историк Л. С. Клейн, придерживающийся реконструкции Мокоши как богини женских работ, в частности прядения, критикует Рыбакова, отмечая, что такие функции ничем не подтверждаются. Предлагаемая Рыбаковым этимология также подверглась критике: мать может сокращаться до «ма» преимущественно в языке детей. Клейн указывает, что в русском языке сложносоставные слова строятся иначе: основное существительное стоит в конце, а определяющее слово — в начале, и приводит такие примеры, как «Богоматерь» и «Дажьбог» и, следовательно, имя должно звучать как «Кошма». Это слово действительно присутствует в русском языке, но имеет татарское происхождение. Сама же форма записи «Макошь» не является стандартной в летописях, в отличие от «Мокошь». ЭССЯ, Топоров и Иванов отвергают этимологию Рыбакова.
По мнению слависта Н. М. Гальковского, имя Мокоши было заимствовано из неизвестного источника. Филолог Е. В. Аничков считал, что оно произошло от этнонима финно-угорского народа — мокши, части мордвы. Это, по его мнению, объясняет, зачем Владимиру Святославичу нужно было устанавливать идолы обычных славянских богов: боги пантеона Владимира имели неславянское происхождение, где Перун был завезён из Скандинавии как личный бог Рюриковичей, а остальные боги, поставленные Владимиром, такие как Мокошь, были богами соседних со славянами народов, чьи идолы были поставлены Владимиром с целью централизации своей власти. Аничков сопоставил с именем богини финские топонимы, такие как Мокша (река, являющаяся правым притоком Оки), Ропша, Шапша, Капша, Кидекша. В свою очередь филолог В. Й. Мансикка считал, что имя и образ Мокоши восходят к финскому демону по имени Мокша. Историк Г. Ловмянский, не сомневающийся в славянской этимологии, признаёт расценивает близость имён Мокошь и Мокша как, скорее всего, простое созвучие. Он также предлагает альтернативный вариант, в котором Мокша, напротив, был сам заимствован финнами у славян. Историк М. А. Васильев считает, что связь с финским этнонимом Мокша — случайное созвучие, а сама «принадлежность Мокоши к славянскому язычеству бесспорна». Историк Н. Ф. Мокшин и филолог Зубов также отрицали финно-угорское происхождение Мокоши, эту же точку зрения разделяют Топоров, Иванов и ЭССЯ.
Сомнительными выглядят этимологии от санскр. makhas «богатый», «благородный» или mokṣa «освобождение», «смерть», предлагаемые индологом Н. Р. Гусевой; греч. μάχλος «похотливый» «буйный»; родство теонима со ст.-лит. kekše, «проститутка»; авест. maekantis, «сок деревьев». Сомнительно и фракийское происхождение Мокоши. Гейштор назвал «невероятной» этимологию лингвиста В. Пизани, рассматривающего теоним как сложносоставное слово из корней mot- «мотать» и -kos «корзина для зерна».

### Ономастика
Существуют данные ономастики, что могут быть связаны с Мокошью: термины мужского рода «ма́кеш», «мо́кеш», отражённые в пословице «Бог не макеш, чем-нибудь да потешит»; рус. мо́куш как обозначение русалки; рус. мокоша́ «хлопотливый человек»; в ярославском говоре рус. мокоша́ «привидение», слово как мужского, так и женского рода рус. мокоша́ «невзрачный человек». В тверском и новгородском говоре рус. мо́кшить «плача, выпрашивать что-либо». В новгородском говоре также присутствовало значение «навязчиво добиваться чего-либо, канючить». Диалектное рус. моко́сья «дурная женщина», «потаскуха» и рус. Мокрошь, Мокрешь «созвездие Водолея». Карельское рус. мо́куша «зловредный человек». Новгородские рус. мо́куш, мо́кош «нечистая сила, человек маленького роста, чёрт (бранно), болезненный и слабый ребенок, сильно промокший под дождём человек», рус. мо́кош, ма́кош «нечистая сила, дворовой, ведьма», рус. мо́кушка «колдунья». Судя по распространению слова в новгородских говорах, Мокошь была хорошо известна древним новгородцам. Диалектное чешское ругательство mokeš, словенское слово мужского рода mokoš для обозначения птиц: «водяной пастушок, камышница, коростель». Существуют и дериваты этого слова с аналогичной семантикой: mokoška, mokuška. Сербохорватская мужская фамилия и имя «Мо́кош», др.-хорв. имя Mokša, белорусская фамилия «Мо́кiш» от признака переувлажнённого места. Собственное имя «Мокоша», «Макоша Хлопун», принадлежащее пушкарю, зафиксировано в Пскове в писцевой книге 1585 года. Формы мужского рода вторичны.
Топонимы: словенский гидроним Мокош, чешский Мокошин, обозначающий деревню, чьё название фиксируется с XI века, и топоним Mokošin Vrch, обозначающий возвышенное место; старолужицкое Мосоcize, Mockschiez; лужицкое Mokošici; польское Mokoszyn, Mokosznica, Mokossko, Mokos; находящийся около Штральзунда, Германия старополабский топоним Muuks, Mukus. Современный город Мобшац, находящийся к северо-западу от Дрездена, в 1091 году назывался Mococize. Недалеко от Пегница в северо-восточной Баварии расположена деревня Моггаст в XIV веке, называвшаяся Mochcus или Mokoš. Хорватские: Мокошица у Дубровника, гора Мукоша близ Марлоха и небольшие горы Мукос, Мокош и Мокос; македонский Мукос; Мокошинский монастырь в Черниговской области, урочище Мокошино болото в Беларуси. В Череповецком уезде была пустошь или пожня Мокошево, зафиксированная этнографом М. К. Герасимовым. Возможно, материалы ономастики говорят о праславянской древности богини, форма имени которой в праславянском языке должна была выглядеть, как *Mokošь, либо же топонимы происходят от *mokosъ «заливной луг» или непосредственно от гнезда корня *mok-. Зубов указывает, что в свете значения «мокоша́» как хлопотливого человека связь с Мокошью становится проблематичной. Ильинский перечисляет целый ряд схожих с теонимом топонимов, но отрицает их взаимосвязь, считая топонимы производными от корня *mok- «мочить», от слов рус. макушка, мак и от диалектного имени Максима — «Мокей». В свою очередь историк В. Л. Васильев не отрицает, что название русской деревни Мокшея или Макшея Польской волости Демянского уезда и деревни Макшея Молвятицкого погоста Деревской пятины может быть деривацией от теонима. Лингвист Ст. Урбанчик считает соотношение топонимов с Мокошью сомнительным. По мнению лингвиста А. Ф. Журавлёва, данные ономастики подтверждают праславянское происхождение Мокоши.
Топоров связывает с Мокошью созвучного персонажа словенской сказки под именем Mokoška, Mokuška, Мокошка, также известную как Ланваберль или Ламварбель. Сказка была записана Д. Трстеньяком, которую он слышал от Р. Г. Паффа в Нижней Штирии. Запись Трстеньяка 1855 года:
Ламваберль жила в Грюнау, болотистом месте недалеко от площади Сент Флорьян, рядом с Ложницей, что часто затапливалось. Археологические артефакты подтверждают, что в древности это место возделывалось. Сейчас на этом месте находится одинокая усадьба, но когда-то здесь стоял замок Мокошки, в котором жила языческая принцесса. Замок был окружён вечно зелёными садами. Иногда она помогала людям, но иногда и вредила им; особенно часто она забирала с собой детей. В конце концов Бог наказал её. В штормовую ночь замок и все его сады погрузились под землю. Но Мокошка не была обречена. Она продолжала появляться, скрываясь под различными женскими обличьями. Она по-прежнему уносит детей, особенно тех, кто остался без внимания родителей.

## Исторические источники

### Древнерусские источники
Мокошь упоминается в известии 980 года «Повести временных лет» начала XII века, самый ранний список которой обнаружен в составе Лаврентьевской летописи 1377 года. Фрагмент:
И стал Владимир княжить в Киеве один и поставил кумиры на холме за теремным двором: деревянного Перуна с серебряной головой и золотыми усами, Хорса, Дажьбога, Стрибога, Симаргла и Мокошь. И приносили им жертвы, называя их богами, и приводили к ним своих сыновей и дочерей, а жертвы эти шли бесам, и оскверняли землю жертвоприношениями своими. И осквернилась кровью земля Русская и холм тот. <…> В год 6491 (983). Пошёл Владимир против ятвягов, и победил ятвягов, и взял их землю. И пошёл к Киеву, принося жертвы кумирам с людьми своими.
В историографии данное событие известно как языческая реформа или первая религиозная реформа Владимира. Одна из точек зрения, рассматривающая реформу, трактует её как переход в монотеизм: по мнению филолога В. Й. Мансикки и историков А. А. Шахматова и Г. Ловмянского, изначально в «Повести временных лет» был только Перун, а позже были добавлены другие боги, чтобы выставить Владимира многобожником. Филолог Е. В. Аничков разделял позицию Шахматова, хотя заметил, что «объективных данных для признания этой вставки не имеется». Историк М. А. Васильев указывает, что существование киевского пантеона зафиксировано параллельными источниками. Другой историк Л. С. Клейн отрицает существование реформы, считая данное событие лишь восстановлением язычества: водружение кумиров состоялось сразу после убийства Ярополка, проявлявшего симпатии к христианству и проводившего прохристианскую политику, и вокняжения Владимира. Идол самого Перуна стоял на холме в Киеве уже при князе Игоре.
В прошлом обсуждался вопрос о фрагменте текста о «приводе своих сыновей и дочерей», который мог или отражать человеческие жертвоприношения, или лишь указывать на участие в обряде. Современные исследователи рассматривают текст начиная от слов «И приносили» до «и холм тот» и дальше по летописи как переработку стихов псалма 105 (Пс. 105:35—44). Несмотря на это, Васильев всё же считает существование частых человеческих жертвоприношений божествам киевского пантеона историческим фактом. С другой стороны, по мнению историка П. В. Лукина вопрос человеческих жертвоприношений, как и самой реформы, дискуссионен, и летописный текст о реформе Владимира является лишь переделкой Хроники Георгия Амартола, где упоминается создание шести кумиров божеств с ведущей позицией Бельфегора и одним женским персонажем — Астартой. Материалами для идолов, согласно этой хронике, были золото и серебро, упоминается также осквернённая земля. Лукин приходит к выводу, что рассказ о пантеоне Владимира и человеческих жертвоприношениях является летописной конструкцией, созданной в 70-х годах XI века, а сами имена божеств были взяты из устной традиции, известной летописцу.
Среди божеств, установленных Владимиром, Мокошь была единственной богиней. Филолог Н. И. Зубов считает, что «по общепризнанному мнению, в кругу Владимирского пантеона это наиболее загадочная фигура».
Дальше летопись рассказывает, как старцы и бояре решили кинуть жребий, чтобы зарезать отрока или девицу в жертву богам. В Киеве жил христианин и варяг Фёдор, имевший сына Иоанна, по тексту летописи «прекрасного лицом и душою», на которого и пал жребий. К Фёдору пришли послы, сказав, что его сына избрали боги и нужно принести его в жертву. Фёдор отверг киевских идолов как богов, указывая, что они сделаны из дерева. Посланцы рассказали обо всём людям, и те, взяв оружие, разнесли двор Фёдора и сказали ему, когда он стоял на сенях с сыном, чтобы тот отдал сына богам. В ответ варяг заявил, что боги могут сами послать кого-то из своего числа, чтобы взять у него сына, после чего люди подсекли сени, и Фёдор и Иоанн погибли. Появление рассказа о варягах в «Повести временных лет» является поздней вставкой, возникшей, вероятно, впервые в Начальном своде 1090-х годов. Сама запись в летописи была сделана на основе, возможно, существовавшего первоначального «Сказания о варягах» — ранней краткой синаксарной записи для памяти местночтимых святых, которая была создана специально с целью прославления первых русских мучеников. В летописном рассказе использовалась уже переработанная и дополненная некоторыми недостоверными деталями версия, но без имён варягов, которые были неизвестны составителю летописного рассказа. Среди ложных сведений — место смерти варягов. Существование человеческих жертвоприношений у славян зафиксировано различными источниками. Поэтому, как писали археологи И. П. Русанова и Б. А. Тимощук, «сведения о человеческих жертвоприношениях у восточных славян <…> вряд ли можно рассматривать как наветы и пропаганду против язычества». Согласно этим авторам, «в обычае человеческих жертвоприношений у славян нельзя видеть какой-то особой жестокости. Эти жертвы были обусловлены мировоззрением того времени и применялись для пользы и спасения общества». Человеческие жертвоприношения проводились при определённых обстоятельствах, и наиболее распространёнными являлись бескровные жертвы.
После того как Владимир крестил Русь в 988 году, он повелел повергнуть идолы: одни изрубить, а другие сжечь. На месте, где стояли идолы, он построил церковь Святого Василия. В 1975 году в ходе раскопок на Старокиевской горе был найден фундамент сооружения. Археолог Б. А. Рыбаков считал это сооружение местом размещения киевского пантеона, утверждая, что в нём «чётко обозначены пять выступов разного размера: один большой — в середине, два меньших — по бокам и два совсем маленьких — около боковых выступов…». Дальнейшие исследователи критически отнеслись к заявлению Рыбакова. Само капище археологами найдено не было, как и любые свидетельства человеческих жертвоприношений в Киеве.
После принятия христианства появились различные «Слова» и «Поучения», направленные против старой религии, в частности, «Слово некоего христолюбца и ревнителя по правой вере», созданное, по мнению большинства исследователей, в середине XI века. Исключением являются Мансикка, утверждающий, что «Слово» написано в XIV веке, и Русанова с Тимощуком, датирующие его XII веком. Само «Слово» имеется в двух редакциях: краткой, первоначальной, и пространной, более поздней. Фрагмент из редакции списка Паисиевского сборника конца XIV века:
Как Илья Фесвитянин, заклав жрецов и лжепророков идольских числом до трёхсот <…>, так и он [христолюбец] не может терпеть христиан, двоеверно живущих, которые веруют в Перуна, и в Хорса, и в Сима, и в Регла, и в Мокошь, и в вил, которых числом тридцать девять сестриц, как говорят невежды и мнят их богинями, а потому приносят им жертвы, кур им режут; и огню молятся, называя его Сварожичем. <…> не подобает христианам в пирах, и на свадьбах в бесовские игры играть с жертвами идольскими, когда молятся огню под овином, Мокоши, Симу, Реглу, Перуну, роду, рожаницам и всем им подобным.
Славист Н. М. Гальковский из-за того, что вилы упоминаются рядом с Мокошью, считал богиню связанной с ними, но по мнению историка И. Н. Данилевского, автор «Слова» использовал некий неизвестный южнославянский источник, из которого и взял информацию про вил — мифологических южнославянских персонажей. По его же мнению, сами восточные славяне вилам не поклонялись. Мансикка считает, что вилы и Мокошь были взяты из текста «Вопрос, что есть требокладенье идольское», который он считает южнославянским. По мнению Аничкова, в первоначальном варианте «Слова» про божеств ничего не говорилось и они были добавлены поздними редакторами. Мнение Аничкова разделяет Мансикка, считающий перечень божеств взятым из «Повести временных лет». На основе этого историк В. Я. Петрухин приходит к выводу, что вставка с упоминанием божеств появилась не раньше XII века. Поскольку имя Симаргла передано как Сим и Регл, автор «Слова», возможно, не понимал, о каких персонажах речь.
Мокошь упоминается в древнерусском произведении «Слово святого Григория, изобретено в толцех», также известном как «Слово об идолах» и являющемся переработкой поучения константинопольского патриарха IV века Григория Назианзина, именуемого Григорием Богословом. Неизвестный древнерусский автор использовал осуждение греческих богов, дополнив его обличительным текстом о славянских богах. Ранняя редакция «Слова» сохранилась в трёх списках XV века и различно датируется разными исследователями: 1060-е годы (Аничков), XII век (Ловмянский, Рыбаков), а также датировки, считающиеся Васильевым маловероятными: конец XIII — начало XIV века (слависты И. И. Срезневский, Гальковский), XIV век (Мансикка). По мнению Рыбакова, «Слово Григория» было непосредственным переводом, но Данилевский указывает, что «Слово» отражает греческий оригинал лишь частично. Оригиналом является «Слово на Богоявление». Данилевский отмечает, что точно неизвестно, каким именно вариантом текста Григория Богослова пользовался сам древнерусский автор. Неизвестно и насколько достоверны сведения о славянских богах в «Слове». Фрагмент по рукописи Новгородской Софийской библиотеки № 1295 XV века:
Этим же богам жертву приносят и кладут и славяне: вилам и Мокоши, Диве, Перуну, Хорсу, роду и рожаницам, упырям и берегиням, и Переплуту, и, вертясь пьют ему из рогов. <…> А всем языческим сквернейшее проклятие — таврское резание детей-первенцев идолам. Спартанских жертвенная кровь, получаемая от ран, — это их наказание, — ею же мажут Екатью-богиню, которую считают девою. И Мокошь чтут, и Килу, и Малакию, то есть ручной блуд очень почитают, говоря: Буякини!. <…> После же святого Крещения Перуна бросили, а к Христу, Богу нашему, приобщились. Но и ныне по окраинам молятся проклятому богу Перуну, и Хорсу, и Мокоши, и вилам, и делают это тайно.
Мансикка отмечает, что значение термина «Дива» неизвестно. Возможно, это буквальный перевод греч. Δἰος, либо текст должен читаться как «Мокоши-деве». По мнению Данилевского, здесь имелся в виду Див. Зубов комментирует, что также существует мнение, рассматривающее Диву как женскую версию Дива, но, анализируя текст, приходит к выводу, что более правильным вариантом является «Мокоши-деве», несмотря на оригинальное Дивѣ, «Диве», а не ожидаемое дѣва, «дева». Исследователь объясняет это новгородским происхождением «Слова» и тем, что в местном диалекте звук [ѣ] мог перейти в [и]. Таким образом, термин «Дива» становится эпитетом-определителем Мокоши «по эллинскому образцу», вне связи с тем, была ли Мокошь девой в исходных языческих представлениях. В пользу такой трактовки, согласно учёному, говорит то, что понятие «Дива» не упоминается больше нигде, кроме «Слова Григория». Рыбаков и Зубов определяют Екатью-богиню как Гекату, считая, что автор «Слова» усматривал какую-то параллель между Гекатой и Мокошью. Термин «малакия» греческого происхождения и означает онанизм. Из его соседства с Мокошью Ильинский делает вывод, что Мокошь была связана с половой жизнью. Славист А. Брюкнер отверг сближение Мокоши с малакией, так как из текста следует, что это две разные вещи. По мнению Мансикки, «и Мокошь чтут и Килу» является вставкой, сделанной на основе созвучия Мокоши с малакией. Слово «Кила» Данилевский буквально переводит как «грыжа», но сам считает, как и ряд других учёных, что более вероятно считать это искажённым словом «вила». Гальковский усматривал в буякинях вил, которых связывал с Мокошью. Термин «буякини» связывается Клейном со словами рус. буй, буйвище, то есть «погост», «кладбище», и под буякинями, если это не ошибка переписчика, Клейн понимает участниц покойницких игр, практиковавших оргиастические ритуалы. В реконструкции Клейна Перун был умирающим и воскрешающим богом, и эти игры были святочной драмой воскрешения мёртвого бога или его воплощения, а целью буякинь был не онанизм, а добывание спермы в ритуальных целях. Но Данилевский указывает: в греческом оригинале написано «чтя негу и неустрашимость», где последнее слово было переведено как рус. буесть «храбрость», а форма «буякини» появилась лишь в результате созвучия. Аничков считает текст состоящим из поздних вставок.
Филолог Н. В. Тихонравов в четвёртом томе «Летописей русской литературы и древностей» приводит текст «Вопроса, что есть требокладенье идольское» в Московской Синодальной рукописи № 954 XIV века, л. 33 об. Гальковским этот текст не был найден, и он сделал вывод, что либо Тихонравов ошибся, либо номера рукописей были изменены. Фрагмент:
Не язычникам говорит, но крестьянам. Многие от христиан трапезы ставят идолам и наполняют черпала бесам. Кто эти идолы? Первый идол рожаницы. О них же великий пророк Исайя говорит, громко вопя: О, горе ставящим трапезу рожаницам, и исполняющим черпания демонам! <…> Вторую [трапезу ставят] вилам и Мокоши, да ещё не явно молят, а тайно призывают идоломольцы-бабы; тоже творят не только люди бедные, но и жёны богатых мужей. Это есть очень злое, использовать тропарь святой Богородицы в идольской трапезе.
Лингвисты В. Н. Топоров и Вяч. Вс. Иванов выделяют категорию идоломольцев как жриц Мокоши и возможно, что поклонение Мокоши было очень популярно среди женщин, но Зубов в свою очередь приходит к выводу, что текст является отсылкой на «Слово Исайи» и что вилы и Мокошь являются контаминационной вставкой, близкой к «Слову Григория».
Сочинение «Слово Златоуста о том, как первые язычники веровали в идолы» является компиляцией и основано, в частности, на «Слове Григория». Предположительно датируется рядом историков XIII веком, а по мнению историка Д. А. Казачковой — концом XI века, и известно из Новгородской Софийской рукописи № 1262 XIV—XV веков и других списков. Фрагмент по древнейшему из них:
Горе вам <…> человеки, забывшие страх божий [своим] небрежением, и отступившие от Крещения, и приступившие к идолам, и начавшие поклоняться молнии и грому, и солнцу, и луне, а другие — Перуну, Хорсу, вилам и Мокоши, упырям и берегиням, которых называют тридевять сестриц, а иные в Сварожича веруют, и в Артемиду. Всем им невежественные люди молятся и кур режут.
В «Проложном Житии Владимира» сохранившемся в болгарском древнейшем списке XIII века после рассказа о крещении Владимира в Корсуни говорится: «И пришёл в Киев, избив идолов: Перуна, Хурса, Дажьбога и Мокошь и прочих кумиров». Произведение восходит к «Повести временных лет».
В Ипатьевской летописи под записью 1071 года говорится, что «в те же времена» в Киев пришёл волхв, к которому явились пять божеств. Он утверждал, что через пять лет Днепр потечёт вспять, а русская земля «переступит» на греческую. Исследователи отождествили этих божеств с киевским пантеоном, где, по их мнению, было шесть божеств. Объясняя это противоречие, Аничков исключил из этого списка Мокошь, поскольку считал её заимствованным божеством. Ловмянский также исключал из списка Мокошь (поскольку придерживался мнения, что она изначально была демоном и добавлена во Владимировский пантеон позже), а Рыбаков — Симаргла. Васильев объясняет это тем, что Даждьбог носил двойное имя Даждьбог-Хорс. Однако Петрухин считает, что предсказание волхва в Киеве связано не с пережитками язычества, а с событиями 1068—1069 годов, когда восставшие крестьяне угрожали князьям, что сожгут город и уйдут в греческую землю. Пять богов же являются пятью планетами, на чьё астрологическое расположение и ссылался волхв.
В летописной редакции «Сказания о Мамаевом побоище», написанного, возможно, в начале XV века, описывается поражение Мамая: «Безбожный <…> царь Мамай, видев свою погибель, начал призывать своих богов: Перуна, Салавата, Мокоша и Гурса». В основной и наиболее распространённой редакциях «Сказания» бог Мокош отсутствует. Васильев отмечает, что перечень богов наиболее близок к их перечню в «Слове некоего христолюбца». Здесь форма имени Мокоши дана в мужском роде.